# Austroneophellia luciae
Austroneophellia luciae är en havsanemonart som beskrevs av Zamponi 1978. Austroneophellia luciae ingår i släktet Austroneophellia och familjen Isanthidae. Inga underarter finns listade i Catalogue of Life.